# Semidalis brincki
Semidalis brincki är en insektsart som beskrevs av Bo Tjeder 1957. Semidalis brincki ingår i släktet Semidalis och familjen vaxsländor. Inga underarter finns listade i Catalogue of Life.